# 贡达
贡达（Gonda），是印度北方邦Gonda县的一个城镇。总人口122164（2001年）。

## 人口
该地2001年总人口122164人，其中男性67400人，女性54764人；0—6岁人口15665人，其中男8282人，女7383人；识字率65.92%，其中男性为71.07%，女性为59.57%。